# 硬石岭站
硬石岭站，位于江西省鹰潭市贵溪县鸿塘镇，有皖赣铁路经过，距离火龙岗站525千米，距离贵溪站45千米。办理列车通过、停靠作业，不办理客货运业务；但每日有一对来往景德镇和南昌的旅客列车在该站办理通勤乘降业务。
硬石岭站共设有3条股道。由于车站地基位于溶蚀性盆地上，加之地下水开采等因素，车站在1989年1月至1993年6月先后发生122次路面塌陷，多次影响行车。1993年12月上海铁路局开始组织整治方案，1994年12月至1995年8月、1996年7月至1997年6月分别由铁四院三处和铁一院山东设计处对路基进行灌浆整治。